# 曾日省
曾日省（16世紀—17世紀），字見獨，湖廣黃州府黃岡縣人，明朝政治人物。

## 生平
曾日省是萬曆二十八年（1600年）庚子科湖廣鄉試舉人，二十九年（1601年）辛丑科會試副榜，天啟四年（1624年）授潛山知縣，為人老成持重，注重實事，任內政簡刑清，遇上旱災時步行禱告求雨，陞主事後致仕回鄉，在赤壁正宗會館講學，著有《五經心要》。

## 引用
1. 1 2  道光《黃岡縣志·卷十一·人物志》：曾日省，字見獨，萬厯庚子舉人，辛丑會副，累官潛山知縣，行取主事致仕歸，講學於赤壁正宗會館，學者宗之，著有《五經心要》。
2. ↑  道光《黃岡縣志·卷六·選舉志》：萬厯二十八年庚子科 解元趙嗣芳 ……曾日省 辛丑會副……
3. ↑  乾隆《潛山縣志·卷六·秩官志》：知縣……明……曾日省 湖廣黃岡舉人，萬厯【天啟】甲子任，老成端厚，政簡刑清，值天旱步行拜禱，不事虛文